# 21560 Analyons
21560 Analyons (1998 QC91) là một tiểu hành tinh vành đai chính được phát hiện ngày 28 tháng 8 năm 1998 bởi Nhóm nghiên cứu tiểu hành tinh gần Trái Đất phòng thí nghiệm Lincoln ở Socorro.